# Venturia musae
Venturia musae är en stekelart som beskrevs av David B. Wahl 1984. Venturia musae ingår i släktet Venturia och familjen brokparasitsteklar. Inga underarter finns listade i Catalogue of Life.